# Список людей, які загинули під час сходження на Шишабангму

## Загальна характеристика гори

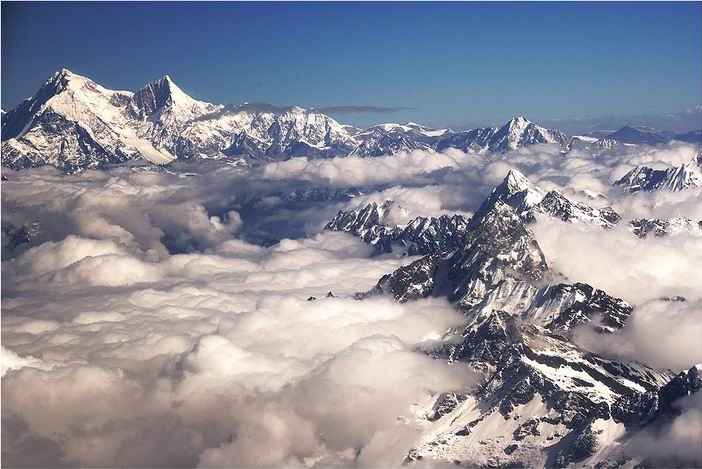
Вершина Шишапангми (далеко зліва).

Шишапангма (кит.: 希夏邦马峰, Xīxiàbāngmǎ Fēng) — чотирнадцята за висотою гора світу, найнижча серед восьмитисячників (8027 м).
З тибетської мови назва гори перекладається, як «вершина над трав'яною долиною». Китайська назва фонетично повторює тибетську. Назва гори на санскриті — Ґосаінтан, що означає «священне місце».
Шишапангма розташована у Тибеті, за кілька кілометрів від кордону з Непалом. Це єдиний восьмитисячник, який повністю розташований на території Китаю. Доступ іноземців у цей район тривалий час був дуже обмеженим.

## Список загиблих
| № за/п | Дата                              | Прізвище                  | Національність | Причини смерті           | Примітки            |
| ------ | --------------------------------- | ------------------------- | -------------- | ------------------------ | ------------------- |
| 31     | 3 травня 2018                     | Боян Петров               | Болгарія       | Зникнення                | [ 2 ]               |
| 30     | 30 вересня 2016                   | Пемба Шерпа (Taplejung 8) | Непал          | Лавина                   | [ 3 ]               |
| 29     | 24 квітня 2016                    | Патрік Матіоллі           | Швейцарія      | Падіння в розщелину      | [ 4 ]               |
| 28     | 24 квітня 2016                    | Джон Джонстон             | Австралія      | Падіння в розщелину      | [ 4 ]               |
| 27     | 24 вересня 2014                   | Себастьян Гааґ            | Німеччина      | Лавина                   | [ 5 ]               |
| 26     | 24 вересня 2014                   | Андреа Замбалді           | Італія         | Лавина                   | [ 5 ]               |
| 25     | 11 травня 2013                    | Невідомий                 | Німеччина      | Виснаження               | [ 6 ]               |
| 24     | 15 жовтня 2009                    | Робі П'янтоні             | Італія         | Падіння                  | [ 7 ] [ 8 ]         |
| 23     | 24 квітня 2007                    | Марек Худак               | Словенія       | Згинув                   | [ 7 ] [ 9 ]         |
| 22     | 31 жовтня 2006                    | Бруно Карвальйо           | Португалія     | Падіння                  | [ 7 ] [ 10 ]        |
| 21     | 3 жовтня 2005                     | Станіслав Крилов          | Росія          | Згинув                   | [ 7 ] [ 10 ]        |
| 20     | 28 вересня 2005                   | Мартін Очко               | Чехія          | Висотна хвороба          | [ 7 ] [ 10 ]        |
| 19     | 5 жовтня 1999                     | Алекс Лов                 | США            | Лавина                   | [ 7 ] [ 10 ]        |
| 18     | 5 жовтня 1999                     | Давид Бриджес             | США            | Лавина                   | [ 7 ] [ 10 ]        |
| 17     | 21 травня 1998                    | Андрейно Пасіні           | Італія         | Захворювання             | [ 7 ] [ 10 ]        |
| 16     | 5 жовтня 1996                     | Віктор Пастух             | Україна        | Лавина                   | [ 7 ] [ 10 ]        |
| 15     | 5 жовтня 1996                     | Геннадій Василенко        | Україна        | Лавина                   | [ 7 ] [ 10 ]        |
| 14     | 19 травня 1996 або 19 травня 1997 | Мінг-Цзе Кво              | Тайвань        | Падіння                  | [ 7 ] [ 10 ] [ 11 ] |
| 13     | 1 травня 1996                     | Штефан Слука              | Словенія       | Зник на спуску           | [ 7 ] [ 10 ]        |
| 12     | 1 жовтня 1994                     | Зденек Шлахта             | Чехія          | Лавина                   | [ 7 ] [ 10 ]        |
| 11     | 18 вересня 1994                   | Тод Ґассен                | США            | Падіння в розщелину      | [ 7 ] [ 10 ]        |
| 10     | 29 вересня 1993                   | Парк Б'юон-Тай            | Південна Корея | Падіння                  | [ 7 ] [ 10 ]        |
| 9      | 20 вересня 1991                   | Гідеказу Ґомі             | Японія         | Лавина                   | [ 7 ] [ 10 ]        |
| 8      | 20 вересня 1991                   | Тецуічі Міяшіта           | Японія         | Лавина                   | [ 7 ] [ 10 ]        |
| 7      | 22 травня 1991                    | Вернер Браун              | Німеччина      | Згинув (можливо, лавина) | [ 7 ] [ 10 ]        |
| 6      | 22 травня 1991                    | Вернер Майхснер           | Німеччина      | Згинув (можливо, лавина) | [ 7 ] [ 10 ]        |
| 5      | 22 травня 1991                    | Гюнтер Земмлер            | Німеччина      | Згинув (можливо, лавина) | [ 7 ] [ 10 ]        |
| 4      | 22 травня 1991                    | Карл-Гайнц Тіле           | Німеччина      | Згинув (можливо, лавина) | [ 7 ] [ 10 ]        |
| 3      | 15 жовтня 1990                    | Хоан Мартінес             | Іспанія        | Виснаження               | [ 7 ] [ 10 ]        |
| 2      | 4 жовтня 1989                     | Лука Леонарді             | Швейцарія      | Лавина                   | [ 7 ] [ 10 ]        |
| 1      | 28 квітня 1983                    | Фріц Лухзінгер            | Швейцарія      | Висотна хвороба          | [ 7 ] [ 10 ]        |